# Euphorbe lactée

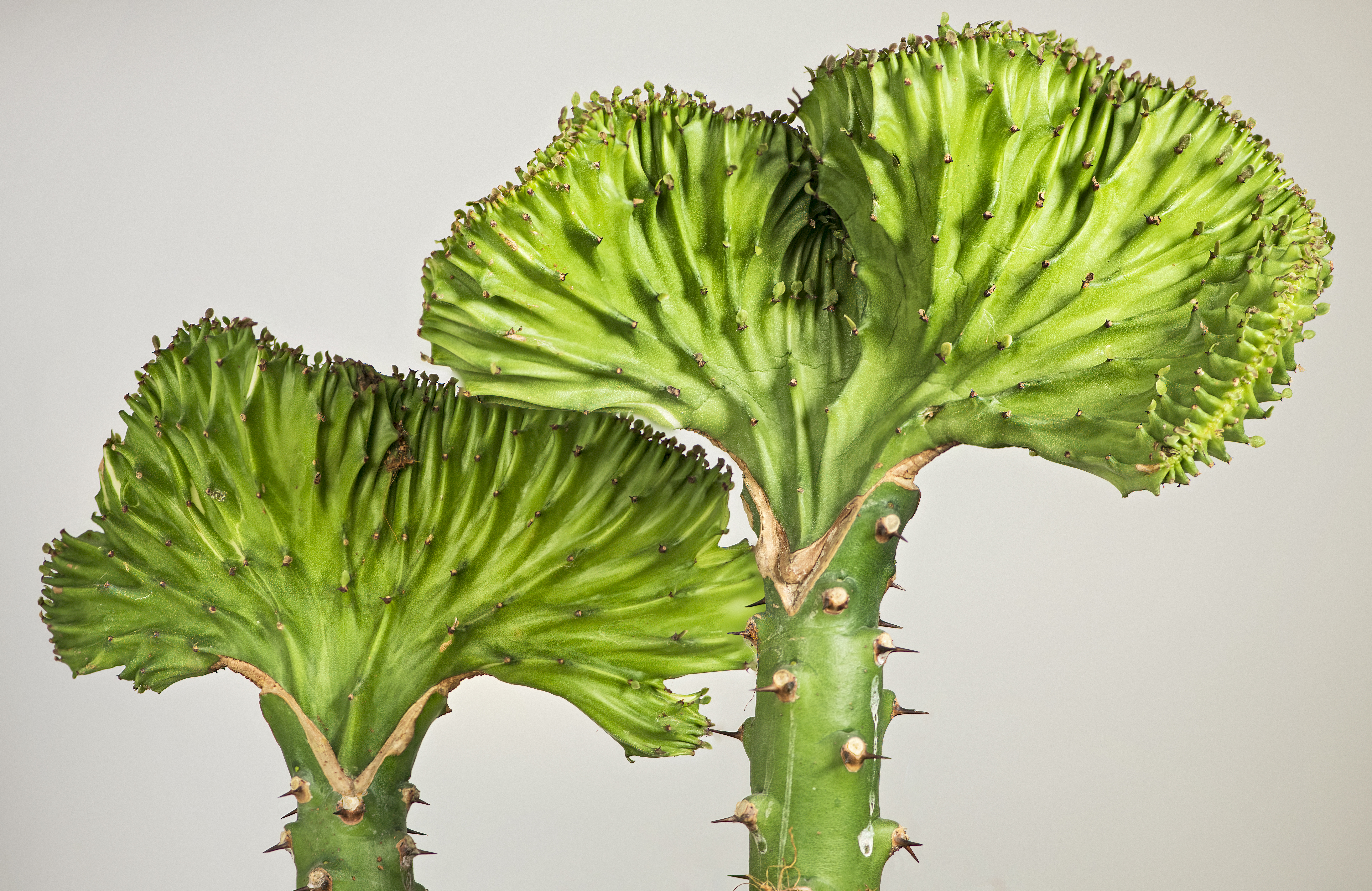
Euphorbia lactea var. cristata

Euphorbia lactea
Espèce
Synonymes
- Euphorbia lactea Roxb.[2]

L'Euphorbe lactée (Euphorbia lactea) est une espèce de plantes de la famille des Euphorbiaceae. Elle est originaire d'Asie tropicale, principalement de l'Inde.

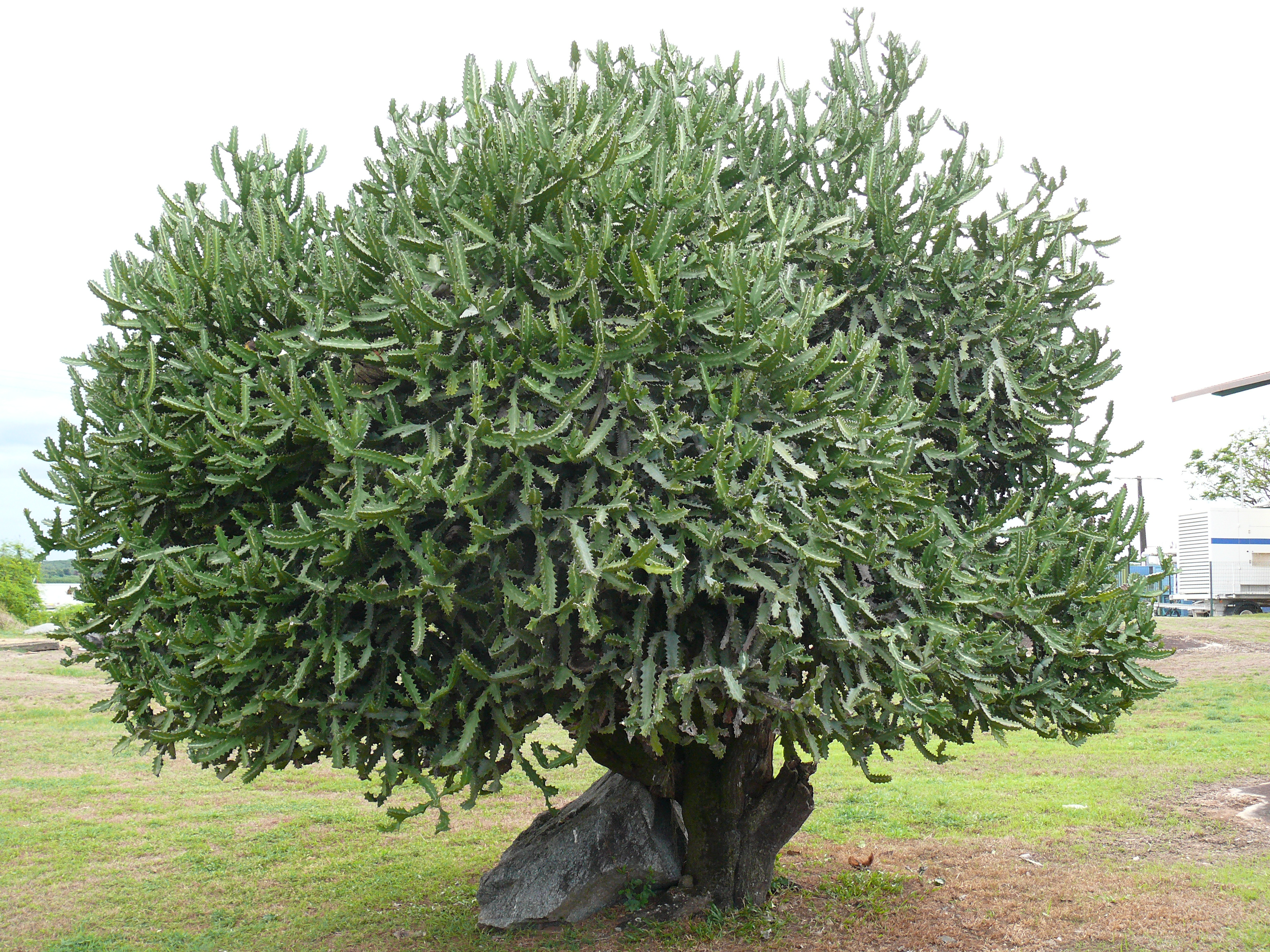
Euphorbia lactea à Kourou, Guyane française.

## Systématique
L'espèce Euphorbia lactea a été décrite en 1812 par le botaniste, carcinologiste et entomologiste britannique Adrian Hardy Haworth (1767-1833).

## Description
Euphorbia lactea est un arbuste dressé atteignant 5 m de hauteur, avec des branches succulentes de 3-5 cm de diamètre, striées, avec une forme triangulaire. ou une section transversale rhombique. Les crêtes présentent des épines courtes atteignant 5 mm de long. Les feuilles sont minuscules, et caduques. Toutes les parties de la plante contiennent un latex laiteux toxique.

## Dénominations
Les nombreux noms commune de cette espèce sont :  'euphorbe marbrée', fan à volants[citation nécessaire], elkhorn[citation nécessaire], euphorbe candélabre, arbre candélabre, cactus candélabre, plante candélabre, os de dragon, faux cactus, hatrack cactus, euphorbe milkstripe, bougeoir marbré.

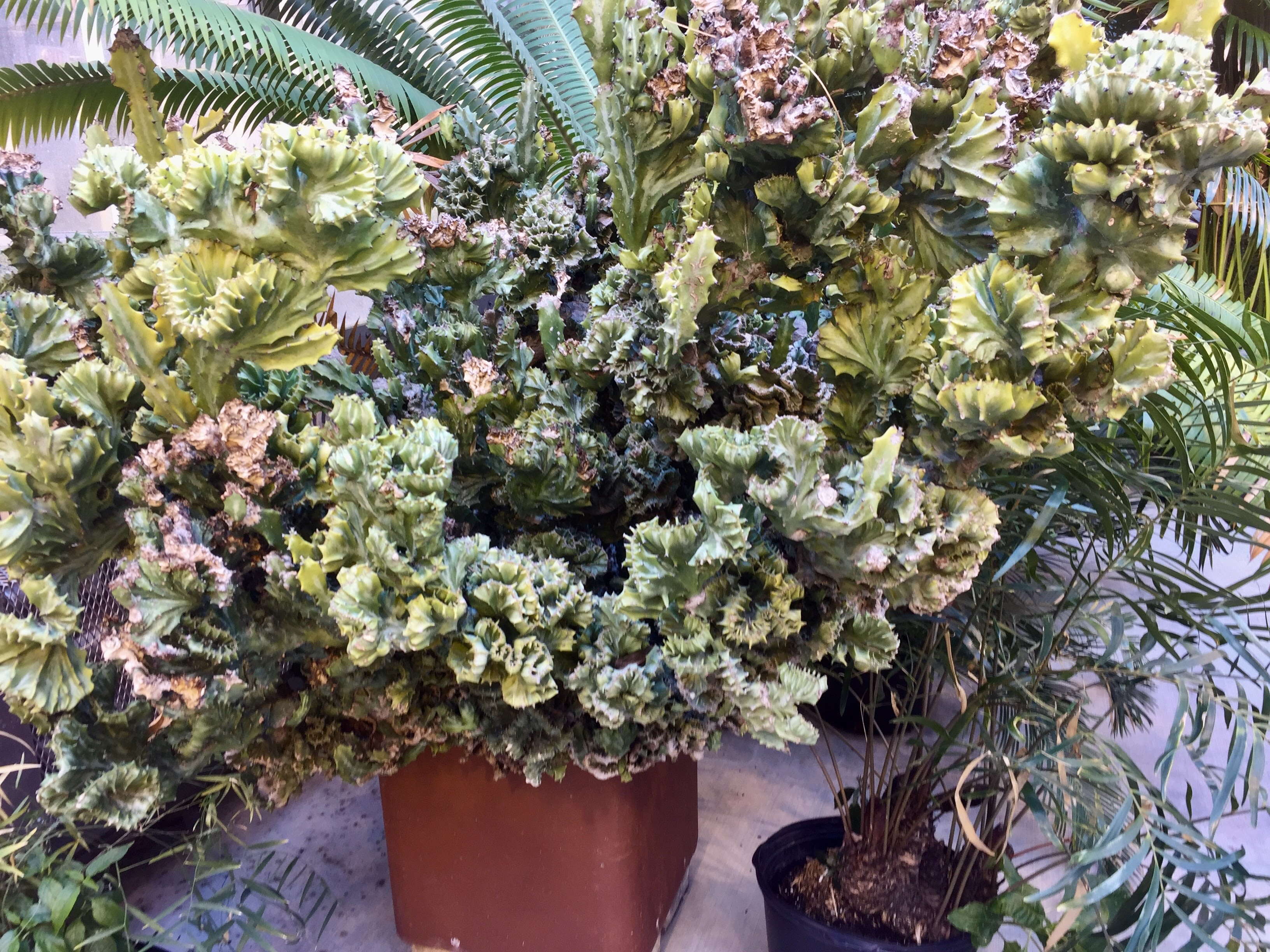
Euphorbia lactea var., 60 ans. Cristata située à la serre de l'Université Duke, Durham, États-Unis.

Elle est utilisée en médecine en Inde. Elle est largement cultivée comme une plante ornementale, à la fois sous les tropiques et comme plante d'intérieur dans les régions tempérées ; un certain nombre de cultivars ont été sélectionnés pour un usage ornemental, notamment 'Cristata' à ramification frangée,.

## Publication originale
- A. H. Haworth, Synopsis plantarum succulentarum (œuvre écrite), -, 1812.